# الدوري الهولندي الممتاز 1943–44
الدوري الهولندي الممتاز 1943–44 (بالهولندية: Nederlands landskampioenschap voetbal 1943/44)‏ هو الموسم 56 من الدوري الهولندي الممتاز. أشرف على تنظيمه الاتحاد الملكي الهولندي لكرة القدم، وكان عدد الأندية المشاركة فيه 52، وفاز فيه A.V.V. De Volewijckers ‏.